# Élections parlementaires italiennes de 1958
Les élections parlementaires italiennes de 1958 (en italien : Elezioni politiche italiane del 1958) ont eu lieu le 25 mai 1958.

## Partis et chefs de file
| Parti | Parti                                 | Idéologie                | Chef de file      |
| ----- | ------------------------------------- | ------------------------ | ----------------- |
|       | Démocratie chrétienne (DC)            | Démocratie chrétienne    | Amintore Fanfani  |
|       | Parti communiste italien (PCI)        | Communisme               | Palmiro Togliatti |
|       | Parti socialiste italien (PSI)        | Socialisme démocratique  | Pietro Nenni      |
|       | Mouvement social italien (MSI)        | Néofascisme              | Arturo Michelini  |
|       | Parti social-démocrate italien (PSDI) | Social-démocratie        | Giuseppe Saragat  |
|       | Parti libéral italien (PLI)           | Libéralisme conservateur | Giovanni Malagodi |
|       | Parti populaire monarchiste (PMP)     | Conservatisme            | Achille Lauro     |
|       | Parti national monarchiste (PNM)      | Conservatisme            | Alfredo Covelli   |
|       | Parti républicain italien (PRI)       | Social-libéralisme       | Oronzo Reale      |

## Résultats

### Chambre des députés
| Parti                                  | Parti                                            | Voix       | %     | Sièges | +/-        |
| -------------------------------------- | ------------------------------------------------ | ---------- | ----- | ------ | ---------- |
|                                        | Démocratie chrétienne                            | 12 520 207 | 42,35 | 273    | 10         |
|                                        | Parti communiste italien                         | 6 704 454  | 22,68 | 140    | 3          |
|                                        | Parti socialiste italien                         | 4 206 726  | 14,23 | 84     | 9          |
|                                        | Mouvement social italien                         | 1 407 718  | 4,76  | 24     | 5          |
|                                        | Parti social-démocrate italien                   | 1 345 447  | 4,55  | 22     | 3          |
|                                        | Parti libéral italien                            | 1 047 081  | 3,54  | 17     | 4          |
|                                        | Parti populaire monarchiste                      | 776 919    | 2,63  | 14     |            |
|                                        | Parti national monarchiste                       | 659 997    | 2,23  | 11     | 29         |
|                                        | Parti républicain italien - Parti radical        | 405 782    | 1,37  | 6      | 1          |
|                                        | Mouvement communautaire                          | 173 227    | 0,59  | 1      |            |
|                                        | Südtiroler Volkspartei                           | 135 491    | 0,46  | 3      | stagnation |
|                                        | Mouvement pour l'autonomie régionale piémontaise | 70 589     | 0,24  | 0      |            |
|                                        | Union valdôtaine                                 | 30 596     | 0,10  | 1      |            |
|                                        | Autres                                           | 76 035     | 0,26  | 0      |            |
| Votes invalides/blancs                 | Votes invalides/blancs                           | 874 412    |       |        |            |
| Total                                  | Total                                            | 30 434 681 | 100   | 596    | 6          |
| Électeurs enregistrés/participation    | Électeurs enregistrés/participation              | 32 434 852 | 93,83 |        |            |
| Source : Ministère de l'Intérieur (it) |                                                  |            |       |        |            |

### Sénat de la République
| Parti                                  | Parti                                                     | Voix       | %     | Sièges | +/-        |
| -------------------------------------- | --------------------------------------------------------- | ---------- | ----- | ------ | ---------- |
|                                        | Démocratie chrétienne                                     | 10 780 954 | 41,23 | 123    | 10         |
|                                        | Parti communiste italien                                  | 5 700 952  | 21,80 | 59     | 8          |
|                                        | Parti socialiste italien                                  | 3 682 945  | 14,08 | 35     | 9          |
|                                        | Parti social-démocrate italien                            | 1 164 280  | 4,45  | 5      | 1          |
|                                        | Mouvement social italien                                  | 1 150 051  | 4,40  | 8      | 1          |
|                                        | Parti libéral italien                                     | 1 012 610  | 3,87  | 4      | 1          |
|                                        | Parti populaire monarchiste                               | 774 242    | 2,96  | 5      |            |
|                                        | Parti national monarchiste                                | 565 045    | 2,16  | 2      | 14         |
|                                        | Parti républicain italien - Parti radical                 | 363 462    | 1,39  | 0      | stagnation |
|                                        | Mouvement social italien - Parti national monarchiste     | 291 359    | 1,11  | 2      |            |
|                                        | Parti communiste italien - Parti socialiste italien       | 185 557    | 0,71  | 2      |            |
|                                        | Mouvement communautaire                                   | 142 897    | 0,55  | 0      |            |
|                                        | Südtiroler Volkspartei                                    | 120 068    | 0,46  | 2      | stagnation |
|                                        | Mouvement pour l'autonomie régionale piémontaise          | 61 088     | 0,23  | 0      |            |
|                                        | Parti socialiste italien - Parti social-démocrate italien | 43 191     | 0,17  | 0      |            |
|                                        | Pour l'autonomie de la Vallée d'Aoste                     | 28 141     | 0,11  | 1      | 1          |
|                                        | Parti sarde d'action                                      | 25 923     | 0,10  | 0      | stagnation |
|                                        | Autres                                                    | 57 237     | 0,22  | 0      |            |
| Votes invalides/blancs                 | Votes invalides/blancs                                    | 1 239 240  |       |        |            |
| Total                                  | Total                                                     | 27 391 239 | 100   | 246    | 9          |
| Électeurs enregistrés/participation    | Électeurs enregistrés/participation                       | 29 174 858 | 93,98 |        |            |
| Source : Ministère de l'Intérieur (it) |                                                           |            |       |        |            |